# Claudine Mercier
Claudine Mercier, née le 11 mars 1961, est une imitatrice et humoriste québécoise. 
Elle a notamment joué à elle seule cinq rôles dont les quatre principaux du film Idole instantanée.

## Biographie

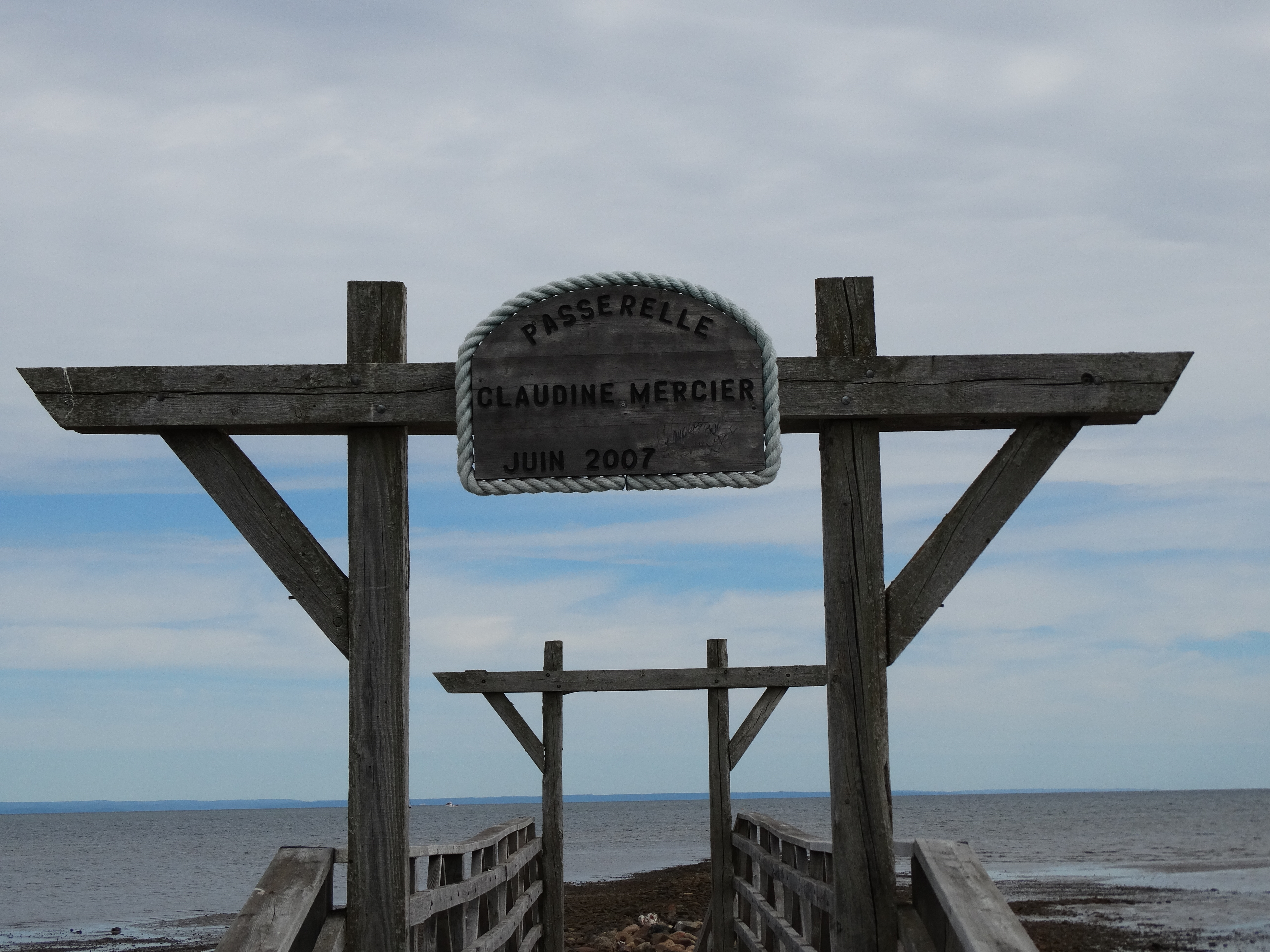
La passerelle Claudine Mercier de Bas-Caraquet, inaugurée lors de son passage dans le village pour l'émission La Petite Séduction.

Claudine Mercier est entrée à l'École nationale de l'humour lorsqu'elle avait 28 ans. Elle a fait son premier one woman show en 1993. Elle est reconnue pour de nombreuses imitations de chanteuses telles que Céline Dion, Lara Fabian, Diane Dufresne, Nanette Workman, Fabienne Thibeault, Ginette Reno, Véronique Sanson, Emmanuëlle, Diane Tell, Liane Foly, Britney Spears, Shakira, Cher et Madonna, pour ne citer que ces quelques noms. Elle imite également des animatrices comme Claire Lamarche, Sonia Benezra, Denise Bombardier et Sœur Angèle. Son imitation la plus populaire est sans doute celle de la femme d'affaires Lise Watier. Ceci lui a même valu l'Olivier de la meilleure imitation. Cependant, Lise Watier, qui en avait assez de se faire tourner en ridicule, demanda à Mercier de retirer son numéro, ce qu'elle fit quelques jours après la demande de Lise Watier. Après quelques années d'interruption, Claudine commencera son nouveau spectacle, Dans le champ, qui durera d'automne 2011 à 2013.

## Spectacles
- 1993 - 1994 : Claudine Mercier 1
- 1997 - 1999 : Claudine Mercier 2 (Félix pour le Spectacle de l'année 1998 – Humour, Olivier du Meilleur spectacle d'humour 1999 (performance), Olivier de la Meilleure Imitation et Olivier du Spectacle d'humour le plus populaire)
- 2003 - 2005 : Mercier 3
- 2011 - 2013 : Dans le champ
- 2017 : Claudine

## Filmographie

### Cinéma
- 2005 : Idole instantanée : Mimi Dubé, Daphnée, Manon Lemieux, Catherine Painchaud, Simon Sirois

### Télévision
- 1990 : Bye Bye, émission de variétés : elle-même
- 2001 : Gala des Olivier : animation du gala avec Mario Jean
- 2007 : Les Chick'n Swell - Une année Chick'n Swell : diverses imitations
- 2013 : Bye Bye, émission de variétés : elle-même